# Microschemobrycon geisleri
Microschemobrycon geisleri är en fiskart som beskrevs av Géry, 1973. Microschemobrycon geisleri ingår i släktet Microschemobrycon och familjen Characidae. Inga underarter finns listade i Catalogue of Life.